# Булавас, Юозас
Юо́зас Бу́лавас (лит. Juozas Bulavas; 12 января 1909, деревня Гинотай (ныне Рокишкский район) — 29 июля 1995, Вильнюс) — советский и литовский правовед, государственный и общественный деятель; брат агронома Йонаса Булаваса, отец директора Литовской Национальной библиотеки имени Мартинаса Мажвидаса Владаса Булаваса; член-корреспондент Академии наук Литовской ССР (1953), профессор (1956), ректор Вильнюсского университета (1956—1958).

## Биография
Окончил Университет Витовта Великого в Каунасе (отделение права, 1931; отделение экономики, 1932). Недовольный авторитарным режимом таутининков, вступил в Коммунистическую партию Литвы (1931), сотрудничал в подпольной коммунистической печати. В 1932—1934 годах совершенствовался в Берлинском университете. Несогласие с догматическими установками повлекло его исключение из компартии в 1938 году.
В 1940—1941 годах проректор Вильнюсского университета. Во время германской оккупации в 1942—1943 годах преподавал в гимназиях Утяны и Рокишкиса. После войны был заместителем председателя Госплана Литовской ССР (1944—1945), генеральным секретарём организационного комитета АН Литовской ССР (1945—1946), директором Института права (1946—1952), заместителем председателя общества «Знание» (1948—1957), председателем республиканского комитета профсоюзов работников высших школ и научных учреждений (1950—1954), директором Института экономики АН Литовской ССР (1953—1956; по другим сведениям в 1956—1958 годах).

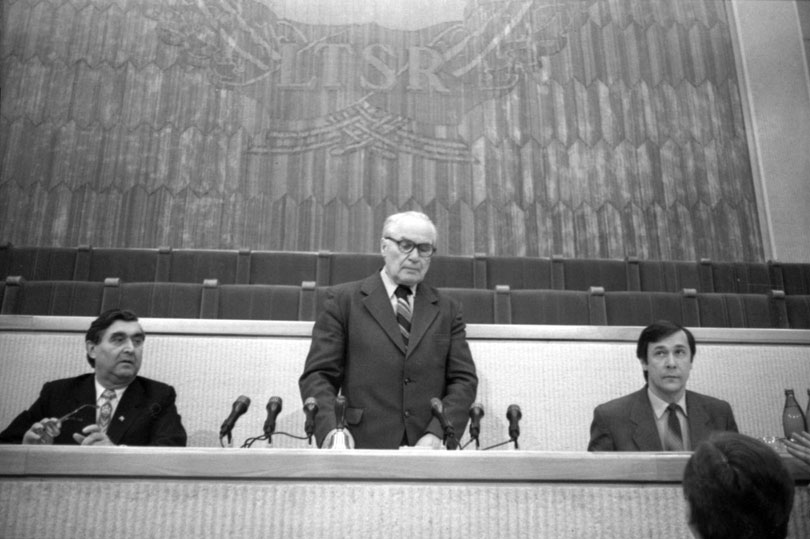
Юозас Булавас (в центре) на посту председателя Избирательной комиссии, 1990 год

Одновременно с 1944 года работал в Вильнюсском университете доцентом юридического факультета, заведующим кафедрой государственного права. Кандидат юридических наук (1948), профессор (1956), член КПСС (1952).
В 1956—1958 годах был ректором Вильнюсского университета. Сопротивлялся русификации университета; под его руководством в составе преподавателей значительно увеличилась доля литовцев. За это по обвинениям в национализме был освобождён от занимаемой должности; в 1959 году исключён из партии. В 1989 году на XX съезде Коммунистической партии Литвы членство Булаваса было восстановлено. Работал руководителем сектора права в Институте истории (1969—1973). Участвовал в Саюдисе (1988—1990), принимал участие в подготовке Конституции Литовской Республики. Председатель Избирательной комиссии Литвы (1989—1991). Депутат Сейма (1992—1995; фракция Демократической партии труда Литвы).
Награждён Рыцарским крестом ордена Великого князя литовского Гядиминаса (1994) и медалью по случаю двадцатой годовщины восстановления независимости Литвы (2010).

## Труды
Автор монографий, преимущественно по государственному праву, написанных в духе обязательных для советских общественных наук идеологических установок.
- «Фальсификация народного представительства в буржуазной Литве» (1949)
- «Экономическое положение трудового крестьянства Литвы при фашистской власти» (1955)
- „Rinkimai ir tautos atstovavimas Lietuvoje“ («Выборы и народное представительство в буржуазной Литве»; 1956)
- «Формы и режимы буржуазных государств» (1966)
- „Buržuazinių valstybių konstituciniai institutai“ («Конституционные институты буржуазных государств»; 1968)
- „Lietuvos teisingumo organizavimas ir valdymas“ («Организация и управление в области юстиции Литовской ССР»; 1968)
- «Немецко-фашистское оккупационное управление Литвы (1941—1944)» (1969)